# Ripipteryx carbonaria
Ripipteryx carbonaria är en insektsart som beskrevs av Henri Saussure 1896. Ripipteryx carbonaria ingår i släktet Ripipteryx och familjen Ripipterygidae. Inga underarter finns listade i Catalogue of Life.